# スーパー電波バザール 年越しジャンボ同窓会
『スーパー電波バザール 年越しジャンボ同窓会』（スーパーでんぱバザール としこしジャンボどうそうかい）は、日本テレビ系列で生放送された特別番組枠で、1993年12月31日の18:00〜25:30（1994年1月1日未明、日付上では同年同月同日の01:30）まで年またぎで放映された、「日本テレビ開局40年記念特別番組」の最終番組枠である。主に同局で選りすぐった懐かし番組の場面を振り返りながらの進行であった。

## 概要
同年は日本テレビが開局して40年。その40周年記念番組の集大成的な編成であった。『〜ジャンボ同窓会』というサブタイトルが示すように、同局・懐かし番組の名場面を振り返ったり、同局の看板番組で、タレントオーディション番組『スター誕生!』終了10周年記念の同窓会の映像（これは同年12月2日に事前収録され、翌年1994年3月上旬の『木曜スペシャル』枠でも改めて放映）を映したりと、多彩な編成であった。このほか番組では『進め!電波少年』等のタイアップ企画も放映され、松本と松村が分かれて進行するなど、企画的にも斬新（?!）であったが、反面「ふざけ過ぎ」な面もいくつかあった。なお、番組は当時の新聞全国紙の朝刊で全面広告を出して大々的に宣伝し、「もう一度見たい日テレの懐かし番組」の投稿を思い出とエピソードを添えてFAXで募るなどの企画も行った。そのFAX投稿者には番組の最後に抽選をし、3組に海外旅行が当たるという趣向であった。
開局40周年記念番組ということもあり、有名な過去番組を制作したベテランスタッフが多く参加しているが、生放送のメイン企画を担当したのは『ダウンタウンのガキの使いやあらへんで!!』『進め!電波少年』の番組スタッフと出演者であり、翌年も大晦日・年越し番組『ダウンタウンの裏番組をブッ飛ばせ!!』『いけ年こい年』を担当することとなる。

## 出演

### 総合司会
- 徳光和夫
- 所ジョージ

※…この2人司会体制は後に、『徳光&所のスポーツえらい人グランプリ』（→徳光&所の世界記録工場）へと発展する。
※…徳光は全民放版『ゆく年くる年』終了後、1989年/1990年と1990年/1991年に日本テレビ単独制作版『ゆく年くる年』、1991年/1992　年と1992年/1993年に『幸せをよぶテレビ』と、年越し番組の司会を務めたが、本番組が事実上最後の年越し司会となった。

### アシスタント
- 永井美奈子（当時日テレアナウンサー）
- 米森麻美（当時日テレアナウンサー）

※…のちに藪本雅子アナ（当時）と「DORA」というユニットを結成する。

### コーナー出演者

#### 西武球場年越しバンジージャンプ
- 福澤朗（当時日テレアナウンサー、現フリーアナ）
- 豊田順子（日テレアナウンサー）
- ダチョウ倶楽部

#### バウ松村 借金美女救済
- 松村邦洋
- 大神いずみ（当時日テレアナウンサー、現フリーアナ）

#### ダウンタウンの野球拳
- ダウンタウン
- 坂上二郎

#### ダウンタウンのウソ発見器
- ダウンタウン
- 落合博満ほか

#### 今夜復活!それは秘密です!!
- 桂小金治
- 清水由貴子
- ダウンタウン
- コント赤信号
- 田中義剛
- 松本伊代
- 加賀まりこ

※…清水由貴子は「スター誕生!同窓会」にも出席した。

#### 松本明子・紅白歌合戦に出たい!!
- 松本明子

※…「スター誕生!同窓会」にも出席した。

#### スター誕生!同窓会
- 徳光和夫
- 萩本欽一
- タモリ
- 谷隼人
- 西川きよし

### 1993年・最後のNNNニュース
- 井田由美（当時日テレアナウンサー、現報道局記者）

### ナレーター
- 木村匡也
- 小林完吾（元日テレアナウンサー）
- 武田広ほか

## 主なコーナー

### 西武球場年越しバンジージャンプ

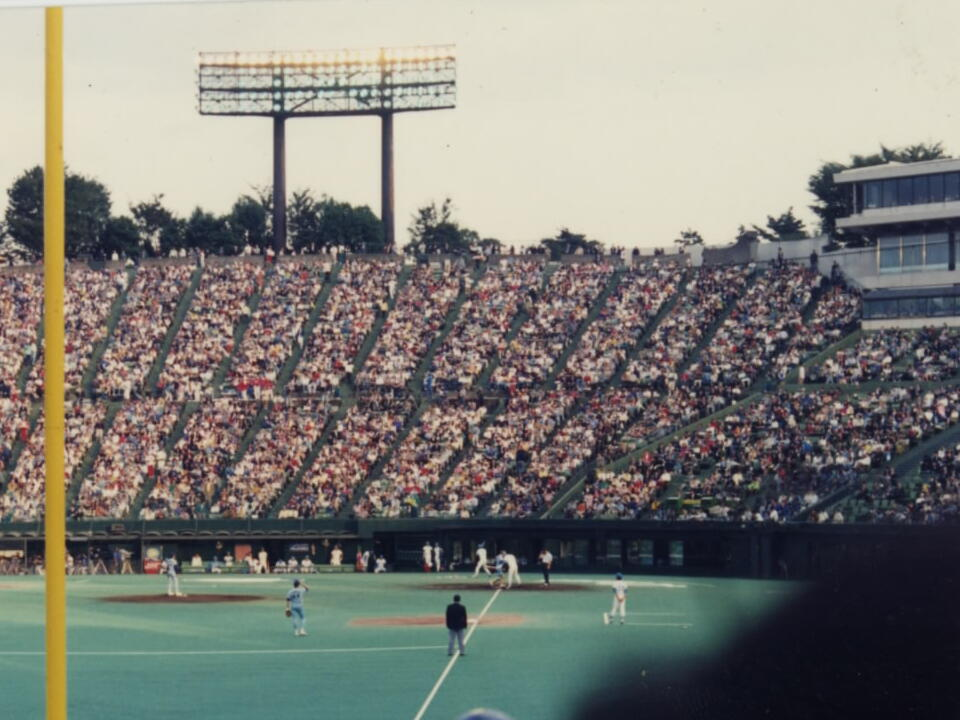
バンジージャンプ会場となった西武球場（現：西武ドーム）。写真は放送された1993年当時

番組オンエア中、ゲストで出演していたダチョウ倶楽部。その真っ只中で、西武球場（現・西武ドーム）にいる福澤・豊田両アナから生中継で「バンジーお願いしまーす！」と指令が出る。するとダチョウ倶楽部は3人揃って、得意のセリフ「聞いてないよォ〜」と答えるが、結局番組スタッフの誘導により、西武球場へ移動。1994年1月1日午前0時の時刻とともに、バンジーをやらされる破目となった。

### バウ松村 借金美女救済
『進め!電波少年』の1コーナー「年末ジャンボ宝くじで借金を完済したい美女」のスペシャルバージョン。『進め！──』が選んだ10人の"借金美女"が、1993年の同宝くじでどの位借金を返済できるのか、という企画だったが、結局5等（10000円）・6等（3000円）・7等（300円）の各金額が数枚当たったのみで、高額当選にはならなかった（仮に高額当選しても、金額の一部は『24時間テレビ 「愛は地球を救う」』に寄付される）。

### ダウンタウンの野球拳
かつての同局の日曜夜8時の人気番組だった『コント55号の裏番組をぶっとばせ!』のリメイク版。芸能人では麻木久仁子、小宮孝泰、渡辺正行らが野球拳に参加。かつてと違い、下着1枚になったところでゲーム終了。この番組以降の1994年も『ダウンダウンの裏番組をブッ飛ばせ！』で坂上二郎監修のもとで野球拳が展開された。→その項参照

### ダウンタウンのウソ発見器
『NTV紅白歌のベストテン』の名物コーナーだった「ウソ発見器」を、ダウンタウンのコーナー司会でリメイク。当時巨人軍にFAで入団した落合博満を始め、様々な人を質問攻めにした。なお質問は、オリジナル版は小林完吾のナレーションだったが、今回はダウンタウンがその場で直接読み上げ、小林アナの登場は冒頭のナレーションのみにとどまった。

### 今夜復活!それは秘密です!!
小金治と清水がこの日だけ特別に司会。解答者はダウンタウンで、松ちゃんチームと浜ちゃんチームとに分かれて解答していた。浜田雅功の秘密さんは高校時代の恩師で、松本人志の秘密さんは小学校時代の友人であった。このコーナーの最後では小金治が松本に「きょうは泣かなかったね」と声を掛けている。なお、このコーナーは、レギュラー番組時代の「ご対面ドキュメント」色を薄めた、クイズとトークで構成のバラエティーになっている。なおオープニング音楽は、後期ヴァージョン（ステレオヴァージョン）のものを使用、またナレーションは、オリジナル版の芥川隆行が既に死去した為、武田広が担当した。

### 松本明子・紅白歌合戦に出たい!!

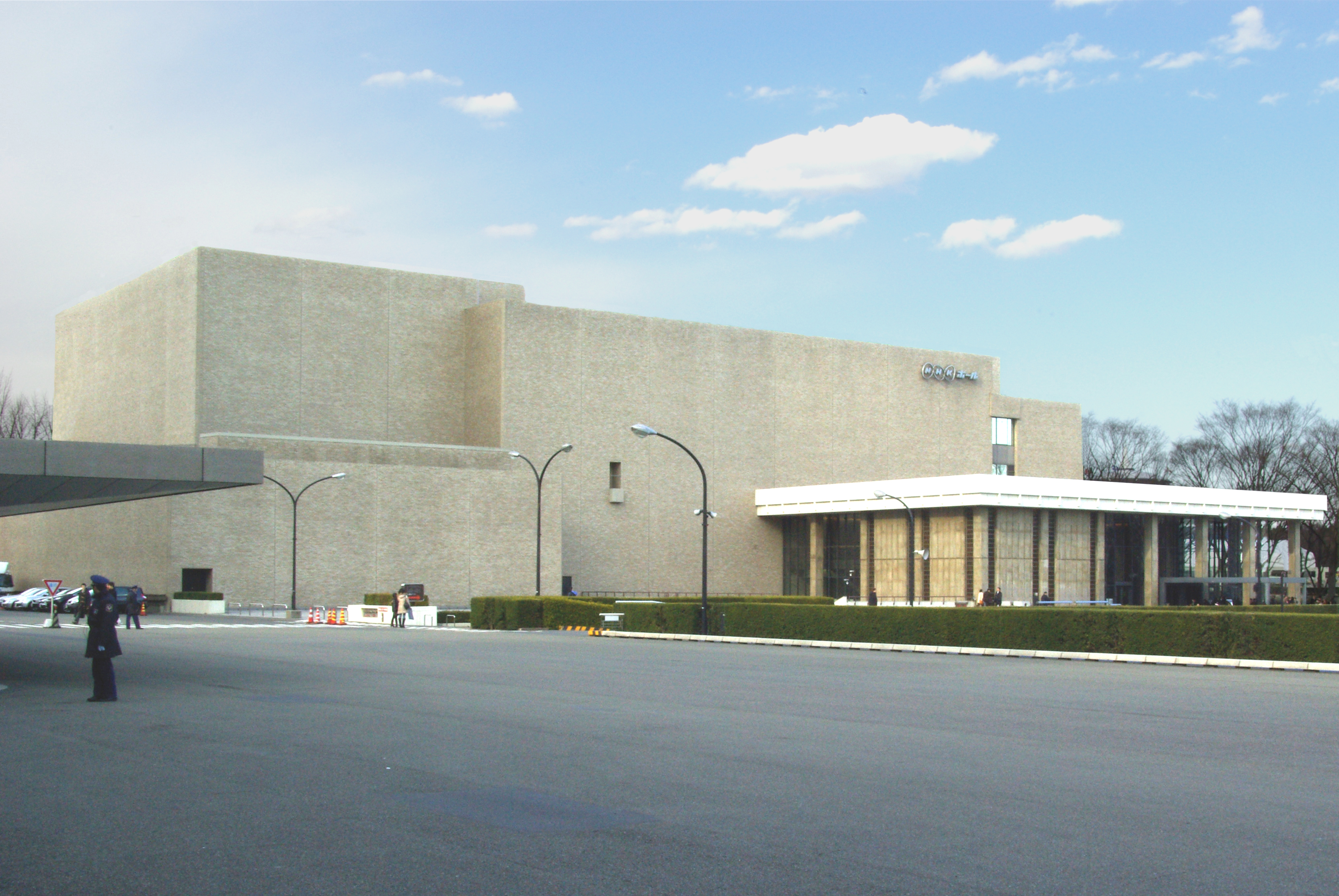
松本明子が乱入したNHKホール

松本が「アポ無し」で『第44回NHK紅白歌合戦』をオンエアしているNHKホールに乱入、ダンサーを引き連れて出演する、という企画だったが、NHKの警備員にスタッフごと止められ、敢え無く出演できず。しかし、翌年（1994年）の『第45回NHK紅白歌合戦』にはアポを取った上で“乱入”し「蛍の光」を歌う合唱隊に混じって出演した。ただ、オンエアの映像ではそれを判別する事は出来ず、同日から翌元日にかけて放送された『2年越し!超超興奮!仰天"生"テレビ!!』内の『DAISUKI!新春スペシャル』と『平成あっぱれテレビ』で日テレが独自に撮影した映像を流した。

### スター誕生!同窓会

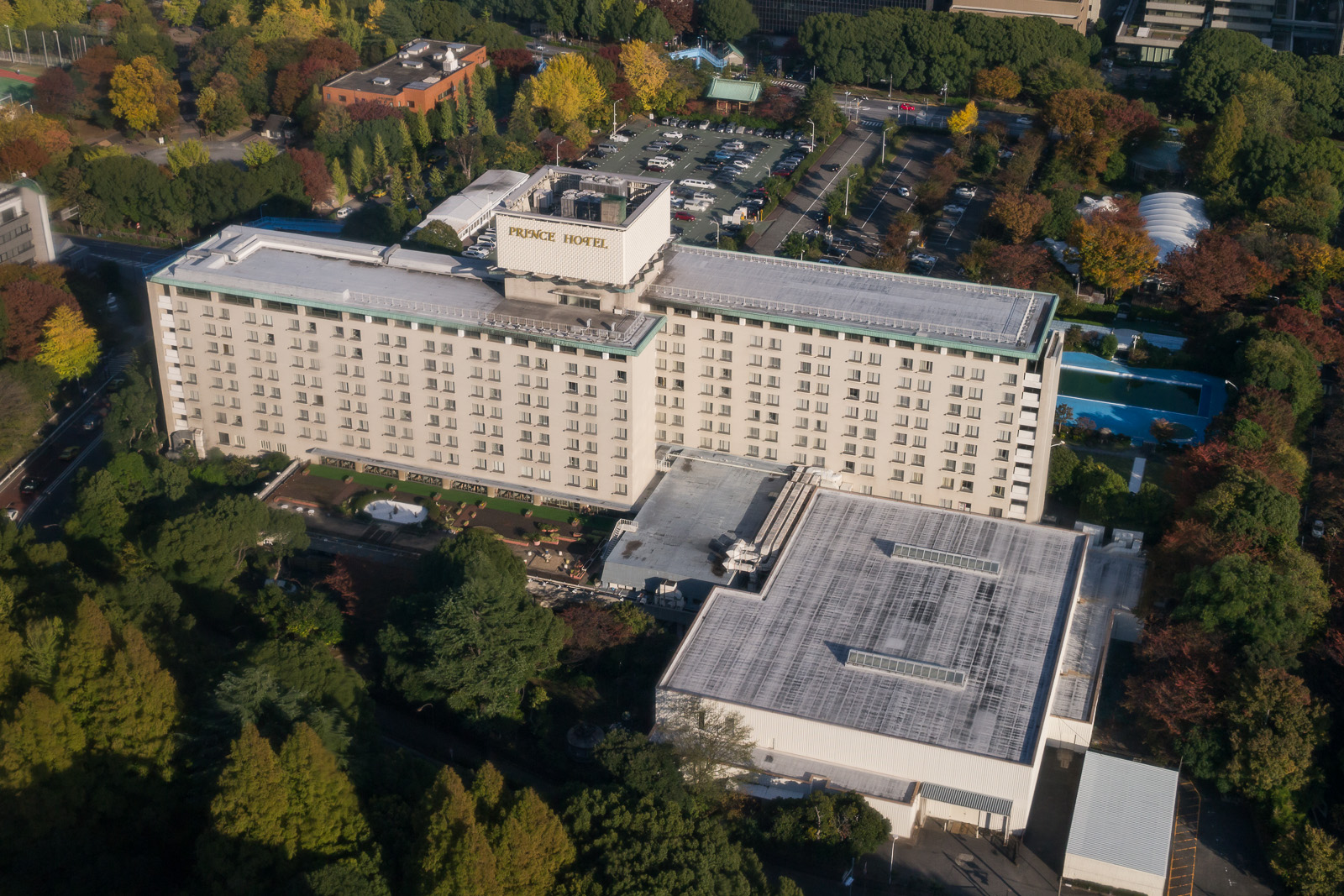
同窓会の会場となった東京プリンスホテル

同年は同番組が終了して10年。そこでかつての決戦大会で合格し、見事芸能界入りを果たした元芸能人・現役芸能人に出演してもらい、懐かしのVTRを見ながら、あれこれと振り返り、最後は出演者全員で『青春時代』（審査員だった阿久悠と森田公一が作詞・作曲。この2人も参加した）を歌ってお開きとなった。この同窓会は前述のように同年12月2日に事前収録されたもので、東京プリンスホテルの大宴会場「飛天」で行われた。但し、山口百恵・森昌子・桜田淳子といった「高三トリオ（中三トリオ）」については事情等で出席できなかった。なお同窓会の模様は、翌1994年3月10日に同局の『木曜スペシャル』で放送された『青春讃歌…スター誕生!物語』でも放送された。

### 懐かし番組FAX投稿
『ルパン三世』『宇宙戦艦ヤマト』といったアニメから、『金曜10時!うわさのチャンネル!!』『TVジョッキー日曜大行進』といったバラエティ、さらには『池中玄太80キロ』『熱中時代』といったドラマまで、日テレの懐かし番組をFAXで投稿。当番組は「できる限り公開」と謳い、VTRをいろいろ探し回りながら進行していた。

### 海外旅行抽選会
「懐かし番組FAX投稿」の参加者のうち、3組に海外旅行をプレゼントする。

## スタッフ
- 構成：宮下康仁、太田勇、佐藤かんじ、関根清貴、益子強
- 音楽：四方たかし、ガッシュ・アウト/鳥飼弘昌
- ステージング：土居甫
- コーナー担当：菅賢治
- 制作進行：原園明彦、小川明人、酒井千秋、寺田まゆみ
- ディレクター：森下泰男、長谷川賢一/寺内壮、宮崎徹、尼崎昇、猪股隆一、古賀倫明、髙橋利之、三枝孝臣、安藤正臣、矢追孝男、斎藤政憲、荻野哲弘、又平和己、酒井正義、橋口洋之、添田好明、絹川明男、鈴木昌利、牧之瀬則夫、藤村利晴、田中勝利、佐竹篤、植竹克之、井原亮子、渡辺禎
- プロデューサー：甘利孝、森岡正彦、増田一穂、桜田和之、土屋敏男、菅賢治、室川治久、小山啓、高木章雄/池田文雄
- 演出：土屋泰則/塩谷憲昭、櫨山裕子
- チーフプロデューサー：吉岡正敏、金谷勲夫/服部比佐夫
- 総指揮：高橋進
- 制作著作：日本テレビ

## 関連番組
- 2年越し!超超興奮!仰天"生"テレビ!!（1994年大晦日から1995年元日にかけて放送）
- ダウンタウンのバラエティ50年史（2003年の開局50周年時に放送）
- 平成あっぱれテレビ（1990年から2001年にかけて元日に放送された長時間バラエティ番組）
- 26時間ちょっとテレビ（2007年大晦日から2008年元日にかけて放送）

| 日本テレビ系 大晦日18:00 - 1:25枠                                                                                       | 日本テレビ系 大晦日18:00 - 1:25枠         | 日本テレビ系 大晦日18:00 - 1:25枠                                                     |
| 前番組 | 番組名                                    | 次番組                                                                                |
| --- | ----------------------------------------- | ------------------------------------------------------------------------------------- |
| 16:00-大みそか名曲決定版! 想い出・感動・オールリクエスト 18:30-NNNニュースプラス1 19:00-風林火山 23:30-幸福をよぶテレビ | スーパー電波バザール 年越しジャンボ同窓会 | 18:00-NNNニュースプラス1 18:30-ダウンタウンの 裏番組をブッ飛ばせ!! 23:45-いけ年こい年 |